# سلطان فقيهي
سلطان عبود فقيهي مواليد 1 مارس 1995 في ، السعودية، هو لاعب كرة قدم سعودي يلعب حالياً لالنادي العربي.

## مسيرة اللاعب
لعب في نادي النهضة ونادي الحزم ونادي ضمك والنادي العربي.

## روابط خارجية
- سلطان فقيهي على موقع قاعدة بيانات كرة القدم.إي يو (الإنجليزية)
- سلطان فقيهي على موقع Soccerway.com (الإنجليزية)